# 31122 Brooktaylor
31122 Brooktaylor è un asteroide della fascia principale. Scoperto nel 1997, presenta un'orbita caratterizzata da un semiasse maggiore pari a 2,1938904 UA e da un'eccentricità di 0,1380329, inclinata di 3,07023° rispetto all'eclittica.